# Viking: Battle for Asgard
Viking: Battle for Asgard (Viking: Batalla d'Asgard) és un videojoc d'aventura i d'acció/Hack and Slash, desenvolupat per Creative Assembly i publicat per SEGA. Va ser anunciat per SEGA Europa el 21 d'agost del 2005 i estrenat el 25 de març a l'Amèrica del Nord i el 28 de març del 2008 a Europa. El joc es basa en la mitologia nòrdica, on la guerra entre els déus ha provocat nous conflictes en el regne dels mortals Midgard, on el campió de Freya, Skarin ha de conduir als vikings en contra de les forces de la deessa Hel.

## Argument
Una feroç lluita està tenint lloc a Asgard, el regne dels Déus Nòrdics. La batalla s'ha intensificat i estès al món mortal de Midgard i s'ha de trobar un líder que influeixi en aquesta guerra que amenaça la destinació d'Asgard i dels déus.
La deessa Hel, filla de Loki (déu nòrdic de les entramaliadures), ha estat prohibida del regne celestial d'Asgard per desobeir les regles d'Odin. Enutjada per la sort del seu pare, Hel ara té per objectiu alliberar al déu-llop Fenrir. La llegenda diu que portarà el Ragnarök. Amb els seus vikings ressuscitats, Hel marxa cap al regne de Midgard.
Freya, la deessa de la guerra, se li va encarregar la tasca de posar fi a Hel i defensar el futur de la humanitat. I per a això escull al seu campió, Skarin, un gran però problemàtic jove guerrer, ignorant de la veritable raó del seu favor amb els déus i la veritat d'aquesta guerra.
Després de derrotar les hordes de l'inframon i posar fi a Hel, Skarin pregunta pel seu lloc a Valhala, però Freya ho rebutja. Llavors, Skarin se sent traït i allibera a Fenrir, iniciant així el Ragnarok. Una escena del joc afirma que encara que els déus han estat destruïts i ara els mortals prenen les seves pròpies decisions l'essència dels déus continuen allí.

## Jugabilitat
El joc presenta un món, dividit en tres illes, on el jugador pot moure's lliurement. En elles, el jugador ha d'anar a la recerca de guerrers vikings, que han estat segrestats per La Legió (l'enemic). A més ha d'alliberar els subministraments per a la ciutat.
L'alliberament de subministrament i guerrers vikings, és per preparar les grans batalles que es presenten en el joc. A cada illa, es presenta dues grans batalles, on s'allibera una gran ciutat o illa. En elles, el jugador pot seguir diverses estratègia. Per exemple, matar el seu xaman, que afebleix el seu exèrcit, o anar a la lluita principal. També en aquestes batalles, es pot invocar dracs, per derrocar certs objectius.
El jugador presenta un nombre de combinacions d'atacs per derrotar a l'enemic, que pot anar augmentant a mesura que avança el joc. A més, també pots rematar als enemics. Per a això se li indica una icona sobre el cap de l'enemic.

## Personatges principals

### Aliats
- Skarin és elegit campió de Freya que el jugador ha de controlar.
- Freya deessa de l'amor i la guerra, es va designar la tasca d'aturar Hel.
- Odin El "Pare de Tots", el Senyor d'Asgard.

### Enemics
- Hel és la Deessa de la Mort en la mitologia nòrdica
- Drakan és excampió de Freya que ha estat corromput per Hel i ara és el seu presagi.

### Destacades Criatures Mítiques
- Gegants
- Dracs
- Campions de Hel

## Crítica i rebuda
| Publicació             | Resultat |
| ---------------------- | -------- |
| Xbox 360               |          |
| 1UP                    | D+       |
| Game Informer          | 7.25/10  |
| GameSpot               | 5/10     |
| GamesRadar             | 8/10     |
| GameSpy                | 3.5/5    |
| GameTrailers           | 7.3/10   |
| IGN                    | 6.5/10   |
| Official Xbox Magazine | 6.5/10   |
| TeamXbox               | 8.2/10   |
| X-Play                 | 4/5      |

Viking ha rebut una tèbia acollida positiva fins al moment, amb una puntuació mitjana crítica d'aproximadament un 70% a Game Rankings. Si bé molts crítics van lloar les batalles èpiques, els punts en contra van ser la brutalitat dels combats i el concepte en general, altres van criticar la història mínima, món de joc buit, la repetició i la manca de so en algunes ocasions.